# Strada Petru Rareș din Chișinău
Strada Petru Rareș (în anii 1840 – str. Bolșaia (Mare); de la mijlocul sec. al XIX-lea și până în 1924 – str. Pavlovskaia; în 1924-1944 –  str. Sf. Apostoli Petru și Pavel, divizată în 2 porțiuni: str. Lascar Catargiu, dispărută, începea de lîngă palatul lui Ion Catariu, amplasat la colț cu str. Columna și partea de jos – str. Petru Rareș; în anii 1944-1990 – str. Pavlov) este o importantă stradă din centrul istoric al Chișinăului. 
De-a lungul străzii sunt amplasate o serie de monumente de arhitectură și istorie (casele individuale nr. 32, 35, 37, 49 etc), precum și clădiri administrative (Academia de Studii Economice, Curtea Supremă de Justiție, Colegiul Național de Comerț, IMSP Dispensarul Republican de Narcologie, sediul MOLDASIG și altele). Fondul construit al străzii, și anumele adresele nr. 32, 33, 34, 35, 36, 37, 49, 53, 55, sunt un monument arhitectural și de artă de importanță națională.
Strada începe de la intersecția cu străzile Mitropolit Gavriil Bănulescu-Bodoni și Constantin Tănase, intersectând alte 5 artere și încheindu-se cu capătul de drum, nr. 77.

## Legături externe
Materiale media legate de Strada Petru Rareș din Chișinău la Wikimedia Commons
- Strada Petru Rareș din Chișinău la wikimapia.org